# Monument à la cavalerie néerlandaise
Le Monument à la cavalerie néerlandaise est un monument situé aux Quatre-Bras de Baisy-Thy qui honore la mémoire des soldats de la cavalerie néerlandaise tombés au combat lors de la bataille des Quatre Bras le 16 juin 1815 et la bataille de Waterloo le 18 juin 1815.

## Localisation
Le Monument à la cavalerie néerlandaise se situe à 200 m à l'ouest du carrefour des Quatre-Bras de Baisy-Thy, sur le territoire de la commune belge de Genappe, dans la province du Brabant wallon.
Il se trouve presque en face du Monument aux troupes britanniques et hanovriennes.
À 700 m plus au sud se dresse le Monument Brunswick.

## Historique
Le monument a été dessiné par Willem Van Rooijen (de Rijswijk aux Pays-Bas) et érigé le 21 septembre 1990 à l'initiative de la « Fondation Monument de la Cavalerie Quatre-Bras et Waterloo ».

## Description
Le monument, précédé d'un escalier de six marches, est constitué d'un socle en béton recouvert de gravier blanc portant un glaive très stylisé réalisé en béton blanc et en bronze (pour la base, la poignée et la pointe du glaive).
La base en bronze porte une inscription en hommage aux cavaliers morts au combat :

« Ter Nagedachtenis en Hulde

Aan de Gevallenen van de

Nederlandse Cavalerieregimenten

Huzaren no. 6 en no. 8

Karabiniers no. 1, no. 2 en no. 3

Lichte Dragonders no. 4 en no. 5

In de Veldslagen bij

Quatre-Bras 16-6-1815 en
 
Waterloo 18-6-1815

Opgericht 21-9-1990

Reg Huzaren van Boreel

Reg Huzaren van Sytzama

Reg Huzaren Prins Alexander »

Ce qui signifie « En mémoire et hommage aux (morts des) régiments de cavalerie néerlandaise de hussards No 6 et 8, carabiniers No 1, 2 et 3 et dragons légers No 4 et 5 tombés sur les champs de bataille de Quatre-Bras le 16 juin 1815 et de Waterloo le 18 juin 1815. Érigé le 21-9-1990. Régiment Huzaren van Boreel; Régiment Huzaren van Sytzama; Régiment Huzaren Prins Alexander. »
À gauche du monument se dresse une stèle en pierre bleue qui porte une plaque en bronze qui rappelle le souvenir du 5e régiment de dragons légers : « 16 juin 1815. Ici se reforma le 5e régiment de dragons légers après son combat contre le 6e régiment de chasseurs à cheval français. Le 5e régiment de dragons légers donna naissance au 1er régiment de lanciers belges et au régiment néerlandais Huzaren Prins Alexander ».

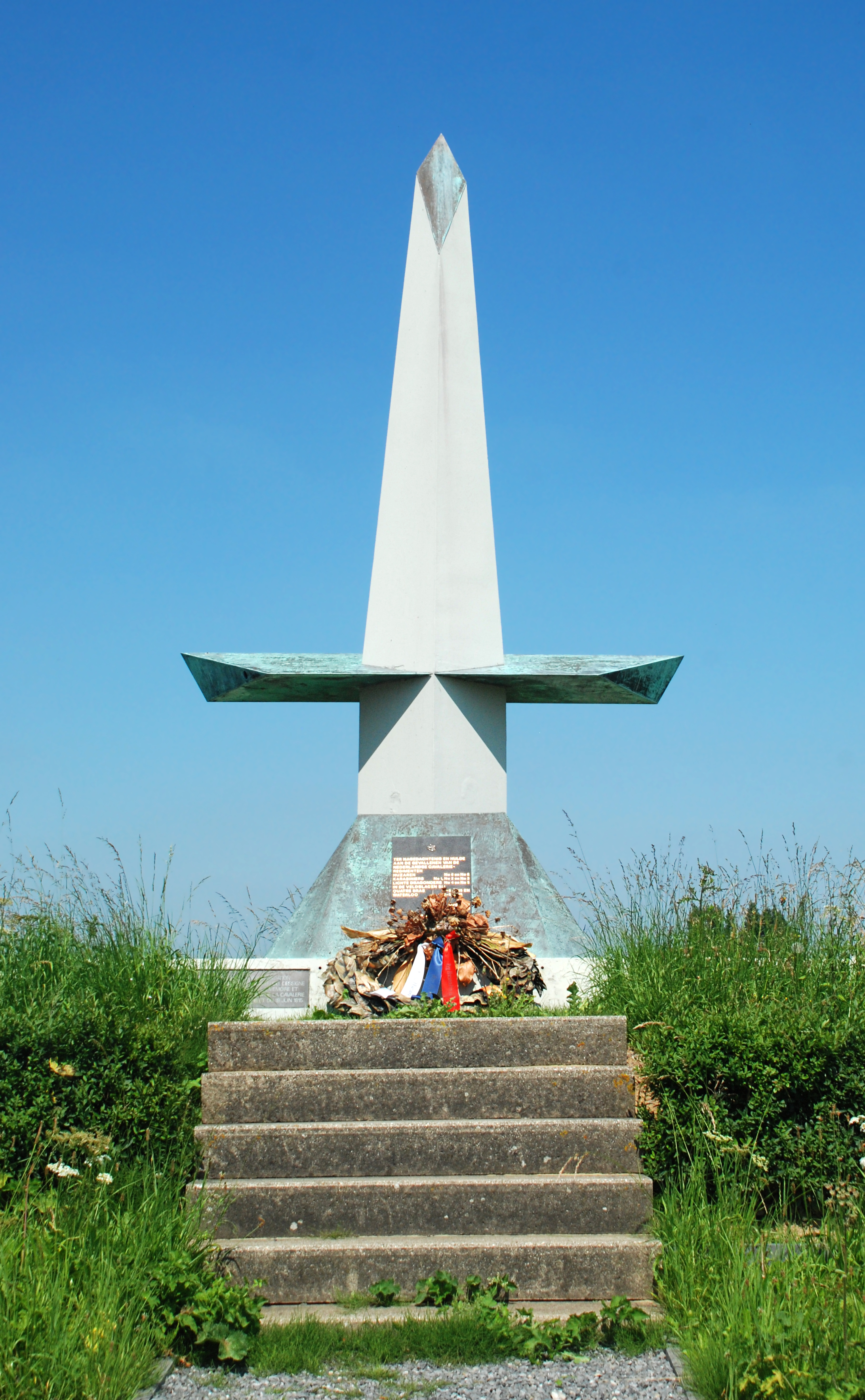
Monument à la cavalerie néerlandaise.
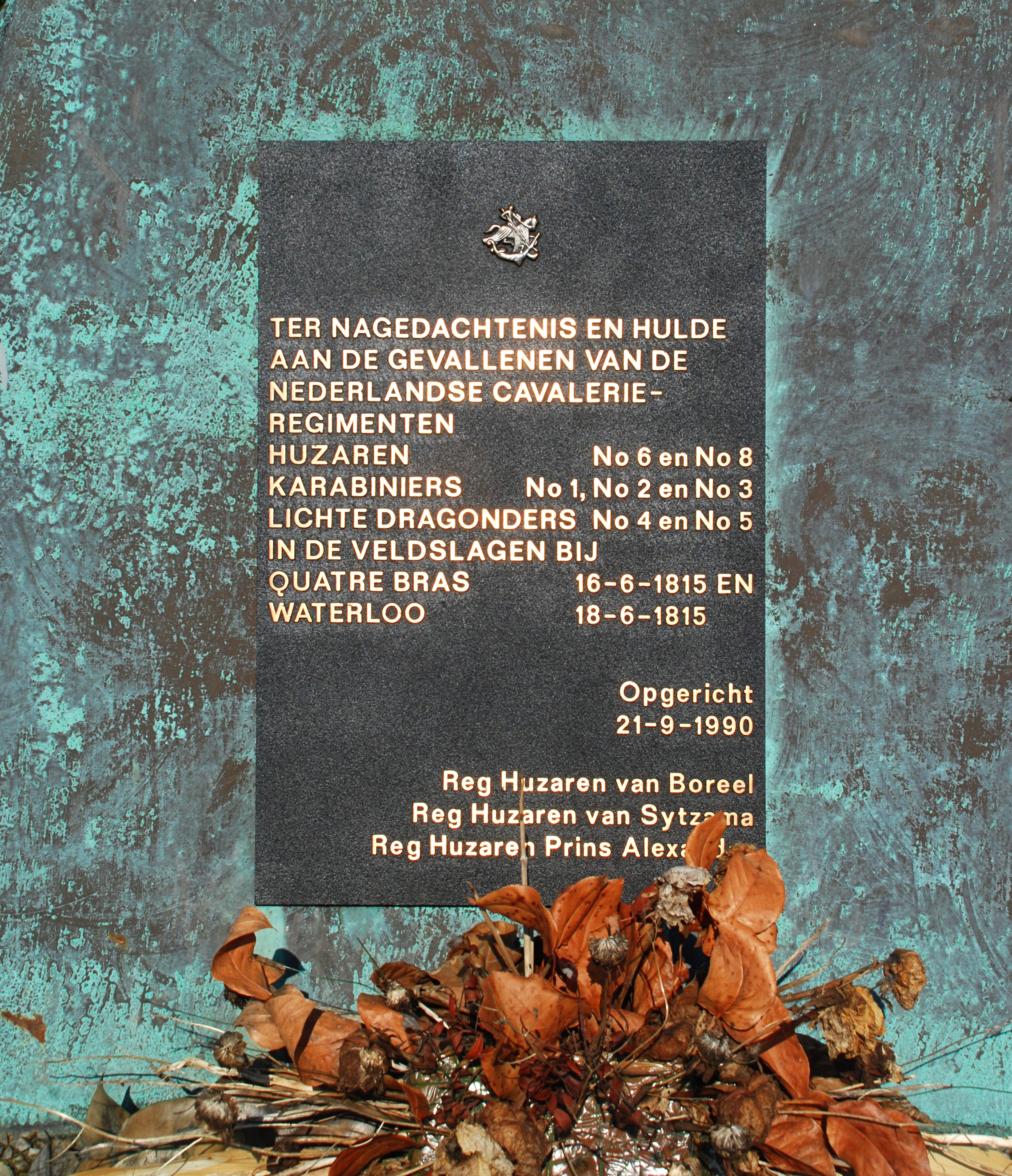
Plaque aux régiments de cavalerie néerlandaise.
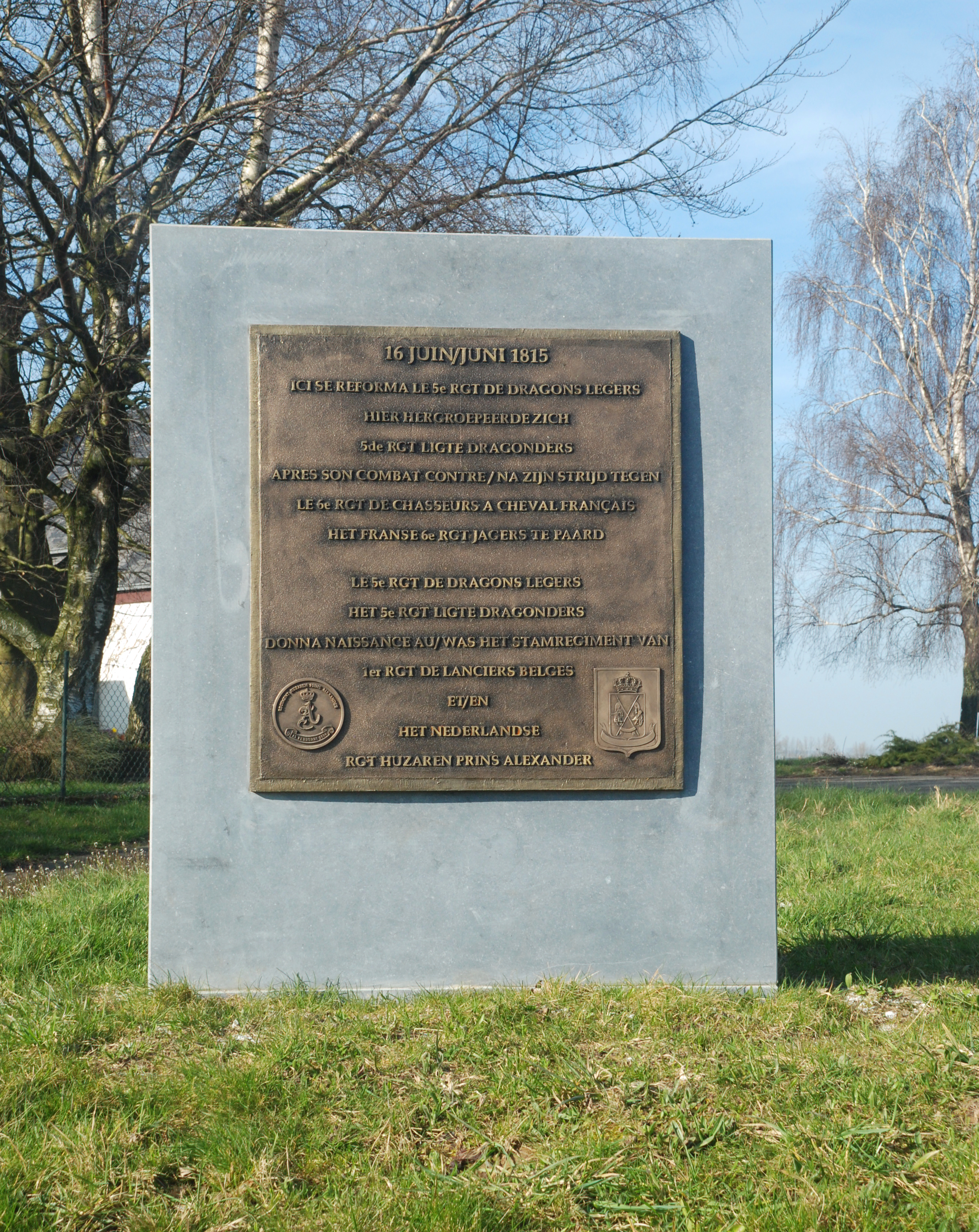
Monument au 5e régiment de dragons légers.
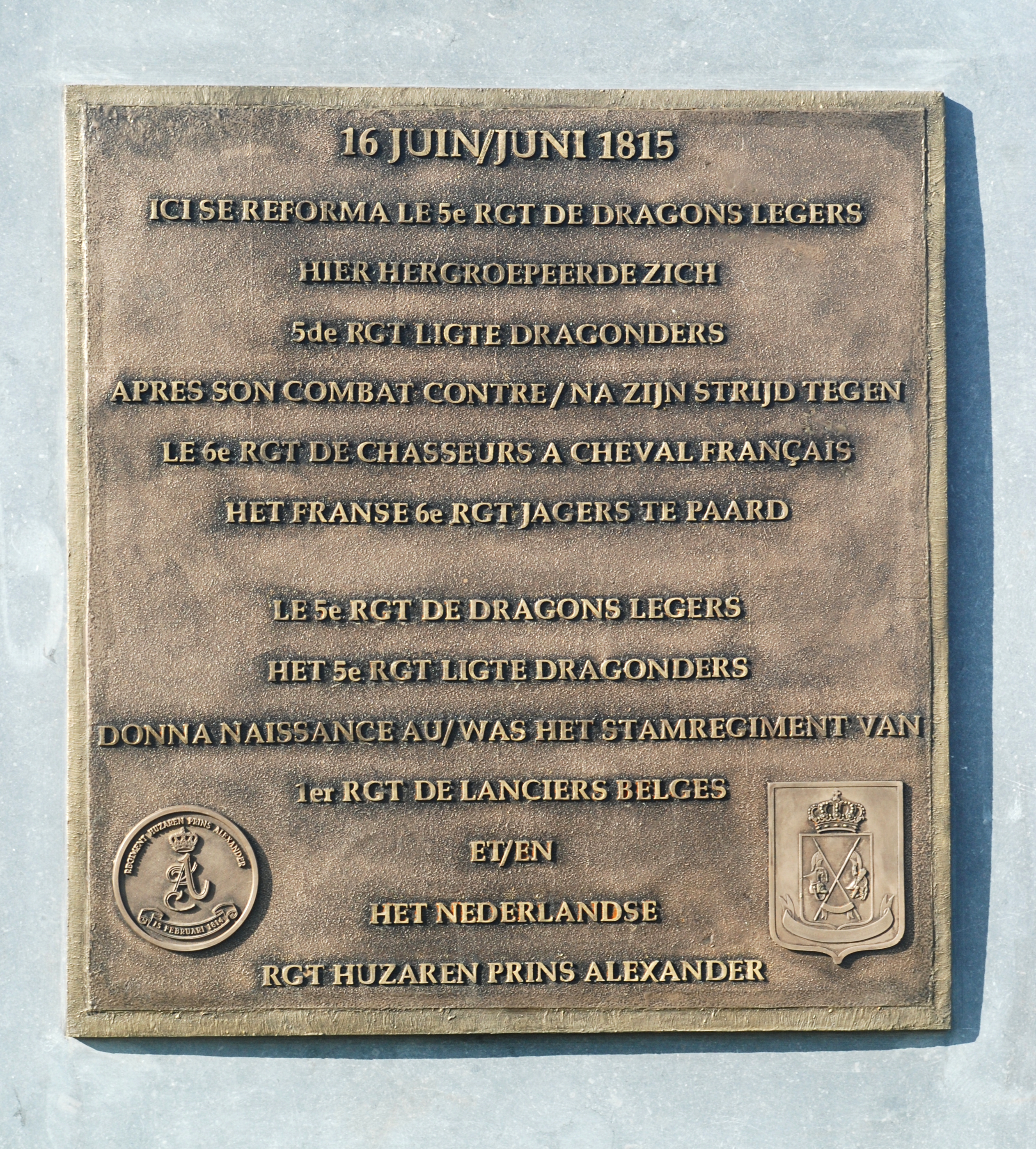
Plaque au 5e régiment de dragons légers.